# Dorothy Round Little
Dorothy Edith Round Little, angleška tenisačica, * 13. julij 1908, Dudley, Worcestershire, Anglija, Združeno kraljestvo, † 12. november 1982, Kidderminster, Hereford and Worcester, Anglija.
Dorothy Round Little se je v posamični konkurenci štirikrat uvrstila v finala turnirjev za Grand Slam. V letih 1934 in 1937 je osvojila Prvenstvo Anglije, leta 1933 je še zaigrala v finalu, leta 1935 pa je osvojila Prvenstvo Avstralije. V konkurenci ženskih dvojic se je leta 1931 uvrstila finale turnirja za Nacionalno prvenstvo ZDA, v konkurenci mešanih dvojic pa je v letih 1934, 1935 in 1936 osvojila Prvenstvo Anglije. Leta 1986 je bila posmrtno sprejeta v Mednarodni teniški hram slavnih.

## Finali Grand Slamov

### Posamično (4)

#### Zmage (3)
| Leto | Turnir                | Nasprotnica v finalu | Rezultat finala |
| 1934 | Prvenstvo Anglije     | Helen Hull Jacobs    | 6–2, 5–7, 6–3   |
| 1935 | Prvenstvo Avstralije  | Nancy Lyle Glover    | 1–6, 6–1, 6–3   |
| 1937 | Prvenstvo Anglije (2) | Jadwiga Jędrzejowska | 6–2, 2–6, 7–5   |

#### Porazi (1)
| Leto | Turnir            | Nasprotnica v finalu | Rezultat finala |
| 1933 | Prvenstvo Anglije | Helen Wills Moody    | 6–4, 6–8, 6–3   |